# Alexandre François Bruneteau de Sainte Suzanne
Pour les autres membres de la famille, voir Famille Bruneteau de Sainte-Suzanne.
Pour les articles homonymes, voir Bruneteau et Sainte-Suzanne.
Alexandre François Bruneteau de Sainte Suzanne (29 décembre 1769 - Poivres † 9 novembre 1853) est un homme politique français du Premier Empire.

## Biographie

### Carrière militaire
Bruneteau entra en août 1780 à l'École militaire de Brienne et en 1782 à celle de La Flèche.
Officier de santé au 2e d'artillerie légère le 1er septembre 1791, chirurgien de 1re classe le 21 frimaire an IX, il fut nommé sous-préfet de Saint-Hippolyte (Doubs) le 27 octobre 1802.

### Carrière parlementaire
Membre de la Légion d'honneur le 25 prairial an XII, il est élu le 29 thermidor suivant, par le Sénat conservateur, député du Doubs au Corps législatif. 
Conseiller d'État en service extraordinaire, il fut chargé en cette qualité d'exposer devant le Corps législatif la situation de la France, et de défendre les titres XV et XVIII du 3e livre du projet de Code civil.
Il se démit de ses fonctions de sous-préfet le 25 janvier 1805, sortit du Corps législatif en 1806, et fut nommé alors préfet de l'Ardèche (16 mars 1806), puis préfet du département de la Sarre (7 août 1810).
L'Empereur le créa baron de l'Empire (19 janvier 1812) et officier de la Légion d'honneur (1813).
Destitué à la première Restauration (1er juin 1814), réintégré comme préfet du Tarn aux Cent-Jours, il fut de nouveau révoqué à la seconde Restauration, et demanda une pension de retraite. On lui objecta qu'il n'avait ni l'âge ni le temps d service requis pour y avoir droit ; il produisit alors des certificats d'infirmité « contractées pendant le service » et notamment se plaignit « d'hémorroïdes produites par sa vie sédentaire et une trop grande application au travail ». L'affaire était encore pendante lorsqu’il sollicita (19 novembre 1820) ; cette demande fit écarter la pension de retraite, et on le lui accorda qu'un secours de 3 000 francs.
M. de Sainte-Suzanne ne rentra dans l'administration qu'après la révolution de Juillet comme préfet de l'Aisne (14 mai 1831) ; mais sa santé ne lui permit pas de continuer ses fonctions et il fut remplacé le 14 juillet suivant.
Le gouvernement de Louis-Philippe Ier lui accorda le titre de conseiller d'État honoraire et l'admit à la retraite comme préfet le 10 octobre 1839.

### Vie familiale
Issu d'une famille de petite noblesse champenoise, il est le fils de Louis Gilles de Bruneteau de Sainte Suzanne et Françoise de La Mothe d'Haucourt. Sa fratrie se compose de :
- Philippe (1751 † 23 novembre 1800), religieux à l'Abbaye de Clairvaux ;
- Claude François (15 mars 1757 - Poivres † 19 janvier 1824 - Frignicourt), Page de Louis XVI, inspecteur des eaux-et-forêts, chevalier, seigneur du Mothet et de Sainte-Suzanne, lieutenant au régiment Royal-Infanterie, il assista à l'assemblée de la noblesse du bailliage de Chalons-sur-Marne le 13 mars 1789. Il se marie le 8 novembre 1802 avec Louise Marguerite Le Dieu d'Aulnizeux († 13 décembre 1838), dont une fille :
  - Louise Augustine Françoise (21 décembre 1802 - Brest † 3 mai 1887 - Paris), mariée en 1829 (Clermont-Ferrand) à René Charles Duvivier (28 octobre 1785 - Ernée (Mayenne) † 27 décembre 1852 - Paris),
- Gilles Joseph Martin (7 mars 1760 - Poivres † 26 août 1830 - Paris), général de division, 1er comte de Sainte-Suzanne et de l'Empire, Pair de France ;
- Alexandre François (29 décembre 1769 - Poivres † 9 novembre 1853), préfet, baron de Sainte-Suzanne et de l'Empire (1812), Chevalier de la Légion d'honneur ;
- Pierre Antoine (26 mars 1771 - Paris † 3 janvier 1813 - Albeng, mort de fatigue lors de la retraite de Russie), Colonel du 9e régiment de chasseurs à cheval (1809-1813), baron de Sainte-Suzanne et de l'Empire (1810), Officier de la Légion d'honneur ;
- Jean-Chrysostôme (4 mars 1773 - Poivres † 2 août 1830 - Clermont-Ferrand), général de brigade (6 septembre 1814), baron de Sainte-Suzanne et de l'Empire.

Il se marie avec Marie Antoinette Joséphine Röttlin († 10 avril 1854 - Paris). Ils eurent ensemble une fille, Alexandrine Clémentine Joséphine (née le 17 février 1804), qui se maria en 1822 avec Maurice de Boyer († 15 novembre 1836 - Strasbourg), Officier au corps d'État-major, Chevalier de la Légion d'honneur. Le petit-fils qu'ils lui donnèrent, Charles Victor Émile de Boyer (né le 3 novembre 1824), sous-préfet de Cambrai (1864), fut autorisé par décret du 27 décembre 1847 à changer son nom en « Boyer de Sainte-Suzanne », 2e baron de Sainte-Suzanne (il fut confirmé dans le titre de baron de son grand-père maternel par décret impérial du 21 juillet 1866). En secondes noces, Alexandrine épouse Jean Alexandre Romain Fortuné, baron de Bry, Préfet de la Côte-d'Or (1851-1865), officier de la Légion d'honneur (1854).

## Distinctions
- Légion d'honneur :
  - Légionnaire le 25 prairial an XII (14 juin 1804), puis,
  - Officier de la Légion d'honneur (1813).

## Titres
- Baron de l'Empire le 19 janvier 1812.

## Fonctions
- député du Doubs au Corps législatif le 29 thermidor an XII ;
- Conseiller d'État ;
- Préfet de l'Ardèche (16 mars 1806) ;
- Préfet de la Sarre (7 août 1810) ;
- Préfet du Tarn aux Cent-Jours ;
- Préfet de l'Aisne (14 mai 1831) ;
- Conseiller d'État honoraire et admis à la retraite comme préfet le 10 octobre 1839.

## Pensions, rentes
- On lui accorda « un secours de 3 000 francs pour ses infirmités contractées pendant le service ».

## Armoiries
| Figure | Blasonnement |
| ------ | --- |
|        | Armes du baron Bruneteau de Sainte Suzanne et de l'Empire Écartelé ; au premier et quatrième d'azur au lion d'or, flanqué de deux colonnes d'argent et surmonté au deuxième point d'une étoile du même ; au deuxième des Barons Préfets ; au troisième d'argent au loup ravissant, tenant dans ses pattes une palme ; le tout de sable ; pour livrées : les couleurs de l'écu.. |